# Tito Giulio Prisco
Tito Giulio Prisco (latino: Titus Julius Priscus; fl. 251) è stato un governatore dell'impero romano, brevemente autoproclamatosi imperatore.
Tra la fine del 250 e gli inizi del 251 i Goti attraversarono il Danubio per saccheggiare il territorio romano. Da Oescus si mossero su Filippopoli, città in cui si trovava il governatore di Tracia e Macedonia Prisco, e la misero sotto assedio.
Un secondo gruppo di Goti, guidati da re Cniva, mossero verso ovest, ma vennero bloccati dall'esercito del governatore di Mesia inferiore, Treboniano Gallo, a Novae; si diressero allora verso Nicopoli, dove vennero intercettati e sconfitti dall'imperatore Decio. I Goti di Cniva si mossero verso Filippopoli, per ricongiungersi all'esercito là presente: Decio li inseguì, ma venne sorpreso e sconfitto a sua volta a Beroea.
Prisco, ancora sotto assedio a Filippopoli e senza prospettive di aiuto esterno dopo la sconfitta di Decio, dovette chiedere la pace a Cniva; in seguito accettò di essere proclamato imperatore (251).
Il regno di Prisco durò poco: i Goti saccheggiarono poi Filippopoli, uccidendo un gran numero di abitanti; Prisco era probabilmente tra essi.
Tito Giulio Prisco viene a volte ricordato anche come Lucio Prisco, mentre non è da identificare con il coevo Gaio Giulio Prisco.